# Minyriolus phaulobius
Minyriolus phaulobius är en spindelart som först beskrevs av Tord Tamerlan Teodor Thorell 1875.  Minyriolus phaulobius ingår i släktet Minyriolus och familjen täckvävarspindlar.
Artens utbredningsområde är Italien. Inga underarter finns listade i Catalogue of Life.